# ملعب نادي الصقر
ملعب نادي الصقر أو أستاد أبو ولد، هو ملعب في مدينة تعز تحديدًا في اليمن، أفتتح عام 2004 وجرى تجديدهُ عام 2009.[بحاجة لمصدر] أرضية الملعب إصطناعية يتسع لـ3000 فرد.[بحاجة لمصدر] وهو ملعب لفريق الصقر الذي يلعب عليه جميع مبارياته في البطولات المحلية.